# Tropas Estratégicas de Cohetes de Corea del Norte
Las Tropas Estratégicas de Cohetes de Corea del Norte (Chosŏn'gŭl: 조선인민군 전략로케트군, Hanja: 朝鮮人民軍 戰略로케트軍), también conocidas como el Buró de Dirección de Artillería (Chosŏn'gŭl: 미사일지도국; Hanja: 미사일指導局) son las fuerzas estratégicas de misiles de Corea del Norte. Las TEC son una división importante del Ejército Popular de Corea (EPC) que controla los misiles estratégicos nucleares y convencionales norcoreanos. Está equipada principalmente con misiles superficie-superficie de diseño soviético y chino, así como misiles de largo alcance desarrollados localmente. Es uno de los pocos ejércitos militares en tener armas nucleares.

## Historia
Poco después de que el 5 de octubre de 1966 el entonces Primer ministro Kim Il-sung diera instrucciones para desarrollar en conjunto el ejército y la economía, el Ministerio de Industria Pesada, bajo el secretario del Partido del Trabajo de Corea (PTC) a cargo de la industria militar. Se decidió gestionar la adquisición y producción de armas. Algunas fuentes afirman que Corea del Norte había comenzado la producción de lanzacohetes múltiples a principios del decenio de 1960, pero en 1965 Kim Il-sung probablemente había tomado la decisión política de establecer una capacidad de producción de misiles propios después de que los soviéticos rechazaron su solicitud de fabricar misiles balísticos. Sin embargo, durante la década de 1960 la Unión Soviética comenzó a proporcionar cohetes tierra a tierra (FROG-7), misiles tierra-aire (SAM-7) y misiles antibuque para la defensa costera, que expusieron los ingenieros norcoreanos a las tecnologías básicas para la propulsión y la orientación de cohetes y sistemas de misiles relacionados. Y en 1965, Corea del Norte creó la Academia Militar de Hamhŭng, que comenzó a capacitar al personal militar en el desarrollo de cohetes y de misiles. En 1970 Corea del Norte había recibido misiles tierra-buque y misiles tierra-aire de China, pero Pionyang también solicitó asistencia para establecer su propio programa de desarrollo de misiles.
En septiembre de 1971 Corea del Norte firmó un acuerdo con China para adquirir, desarrollar y producir misiles balísticos, pero la cooperación bilateral significativa no comenzó hasta alrededor de 1977, cuando los ingenieros de Corea del Norte participaron en un programa de desarrollo conjunto para el DF-61 que suponía ser un misil balístico de combustible líquido con un rango de aproximadamente 600 kilómetros y una ojiva de 1,000 kilogramos. El programa fue cancelado en 1978 debido a razones de política interna de China.
Para esa época, Pionyang también estaba buscando tecnología y misiles soviéticos. La República Popular Democrática de Corea (RPDC) adquirió misiles balísticos Scud-B de fabricación soviética, pero el momento de la adquisición no está claro. Un desertor de Corea del Norte ha afirmado que la Unión Soviética proporcionó cerca de 20 Scud-B en 1972, pero esta afirmación no ha sido comprobada y, probablemente, no es creíble.
Para 1984, la RPDC había producido y probado el Hwasong-5, que al parecer tiene un alcance de 320 kilómetros en comparación con los 300 km del Scud-B; el extra de 20 km se atribuye a mejoras en el sistema de propulsión del misil y no a una reducción en la masa de la ojiva. Cuando Corea del Norte estaba empezando a fabricar el Hwasong-5, Irán se acercó a Pionyang en 1985 para comprar el misil para su uso en la "guerra de las ciudades" contra Irak en la Guerra Irán-Irak. Corea del Norte comenzó a construir las bases de misiles para el Hwasong-5 en torno a 1985-1986, justo antes de que el misil entrara en producción en serie en torno al desarrollo de misiles balísticos en 1987. Luego de que Corea del Norte acelerara la producción en masa del Hwasong-5, comenzó a desarrollar el Hwasong-6 (火星-6 o Scud-C), el Rodong (comúnmente conocido como Nodong-1), el Paektusan-1 (白頭山-1; comúnmente conocido como el Taepodong-1), el Paektusan-2 (白頭山-2; comúnmente conocido como el Taepodong-2) y el Musudan.
A pesar de las dificultades de desarrollo de misiles y el hecho de que otros países habían intentado y fracasado en desarrollar misiles de mediano y de alcance intermedio, Corea del Norte comenzó a producir prototipos Rodong en la época que comenzaba la producción en masa del Hwasong-6 (Scud- C). Los primeros despliegues de Rodong fueron en febrero de 1995, a pesar de que el sistema sólo tenía dos pruebas de vuelo y un fracaso catastrófico y un vuelo exitoso en un rango reducido. En 1999 las unidades de diferentes misiles, que estaban subordinadas al Comando de Artillería de las Fuerzas Terrestres del Ejército Popular de Corea, fueron reorganizadas en una sola fuerza de misiles el Buró de Orientación de Misiles. Sería sólo en 2012, cuando Kim Jong-un, nieto de Kim Il-sung e hijo y sucesor del hijo de este, Kim Jong-il, se refirió a este como las Tropas Estratégicas de Cohetes durante su discurso conmemorativo en honor al año del centenario del nacimiento de Kim Il-sung.

## Organización
Las Tropas Estratégicas de Cohetes es una rama del Ejército Popular de Corea y está directamente subordinada al Comandante supremo del EPC, que dirige Kim Jong-un desde la muerte de su padre Kim Jong-il en 2011.

### Instalaciones

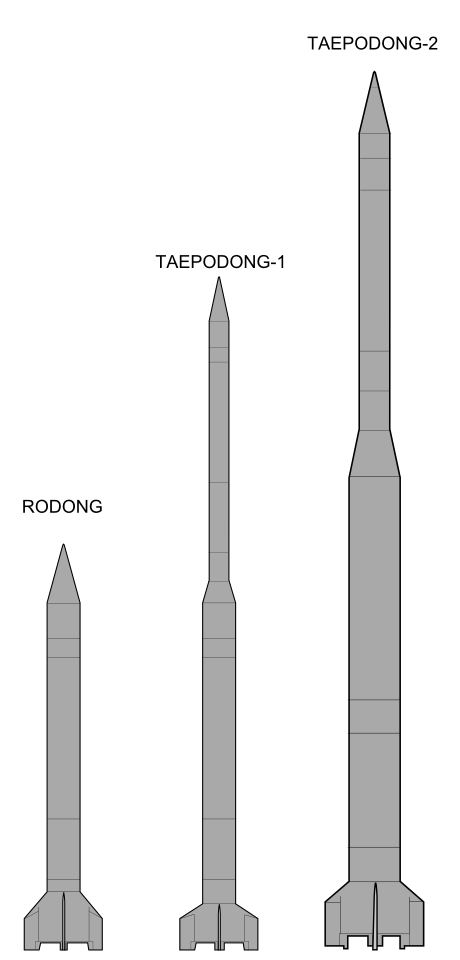
Misiles Rodong y Taepodong 1 y 2.

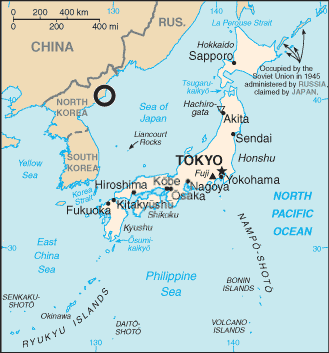
Ubicación del sitio de lanzamientos de Musudan-ri.

- Musudan-ri es una base de lanzamiento de cohetes en Corea del Norte a 40°51′N, 129°40′E. Se encuentra en el sur de la provincia de Hamgyong del Norte, cerca de la parte norte de la bahía Oriental de Corea. El área era conocida anteriormente como Taep'o-dong (대포동), de la que los cohetes Taepodong tomaron su nombre.
- Kittaeryŏng se sitúa en la provincia de Kangwon-do, en la frontera con Corea del Sur. Se utiliza para los lanzamientos de los misiles de corto y alcance medio y tiene una plataforma para lanzadores móviles.
- Kalgol-dong se localiza en la provincia de Chagang y tiene misiles Hwasong-5/6, que apuntan a Corea del Sur.
- Kusŏng se localiza en la provincia de P'yongan y tiene misiles Rodong dirigidos contra las Fuerzas de Estados Unidos en Japón.
- Okp’yŏng-dong se ubica en la provincia de Kangwon y tiene misiles Hwasong y Rodong.
- Pongdong-ri es un nuevo sitio de lanzamiento de misiles en construcción, situado en la costa oeste de Corea del Norte, a unos 50 km al sur de la frontera con China. En septiembre de 2008 estaba en un 80% completo, más avanzado y moderno que el mayor sitio de Musudan-ri.[5] A pesar de que no se ha completado, puede ser actualmente utilizado para lanzar misiles.[6]

Hay otros numerosos sitios más pequeños, repartidos por todo el país, que sirven para las plataformas de lanzadores móviles. Algunos sitios más grandes se encuentran en construcción.

### Capacidad de lanzamiento
- Silos de lanzamiento:

Fuentes del gobierno de Corea del Sur informan que hay un complejo de misiles en silos está situado al sur del Monte Paektu, la montaña sagrada de la revolución donde supuestamente nació Kim Jong-il en 1942, cerca de la frontera con China. Según informes, los silos están diseñados para almacenar misiles de mediano y largo alcance, pero no está claro si todos ellos están en funcionamiento.
- Plataformas de lanzamiento:

Se requieren plataformas de lanzamiento para el más sofisticado Taepodong-1/2, ya que su propulsor líquido es difícil de almacenar y el misil debe ser alimentado inmediatamente antes de su lanzamiento. Este método de puesta en marcha supone un gran riesgo, ya que el sitio en sí es extremadamente vulnerable a los ataques aéreos. Las plataformas de lanzamiento se pueden utilizar para probar diferentes tipos de misiles balísticos de corto alcance (SRBM por sus siglas en inglés), misiles balísticos de alcance intermedio (IRBM) y misiles balísticos intercontinentales (ICBM), y lanzar satélites espaciales, pero son de poco valor si cualquiera de estos misiles es para ser desplegado como un arma estratégica.
- Vehículos móviles de lanzamiento:

Corea del Norte utiliza ampliamente lanzadores móviles de sus misiles, incluyendo el Rodong-1 y el BM25. Estos son difíciles de detectar.
- Submarinos/buques de lanzamiento:

No se sabe si la Marina Popular de Corea tiene submarinos de misiles balísticos en su inventario.

## Misiles activos
Las listas detalladas de las existencias de equipo del Ejército Popular de Corea son más bien escasas en la literatura no clasificada. Corea del Norte opera los FROG-7, Hwasong-5 (NK construido como Scud-B), Hwasong-6 (NK construido como Scud-C), Rodong-1, Scud-ER. El National Air and Space Intelligence Center informó en 2009 que las TEC tenían menos de 100 lanzadores para SRBM Tochka y Hwasong-6.5 y menos de 50 lanzadores para el Rodong-1. Las estimaciones especulativas se dan en la siguiente tabla:
| Cohete               | Tipo                       | Origen                          | Alcance                               | Comentarios |
| -------------------- | -------------------------- | ------------------------------- | ------------------------------------- | --- |
| Hwasong-1            | Cohete de artillería       | Unión Soviética Corea del Norte | < 50 km                               | 24 lanzadores |
| Hwasong-3            | Cohete de artillería       | Unión Soviética Corea del Norte | < 100 km                              | 24 lanzadores |
| Hwasong-5            | SRBM                       | Corea del Norte                 | 340 km                                | ≈180 |
| Hwasong-6            | SRBM                       | Corea del Norte                 | 500 km                                | ≈100 o 300–600 |
| Hwasong-7 o Rodong-1 | MRBM                       | Corea del Norte                 | 900–1,500 km                          | <50 o >200 |
| Hwasong-9 o Scud-ER  | SRBM                       | Unión Soviética Corea del Norte | 1,000 km                              | pocas unidades |
| Hwasong-10           | IRBM                       | Corea del Norte                 | 2,500–4,000 km                        | 30-50 Probado con éxito el 22 de junio de 2016.                                                                     |
| Hwasong-11 o KN-02   | SRBM                       | Unión Soviética Corea del Norte | ≈70 km (500 kg payload) or 120–220 km | 30 lanzadores |
| Hwasong-12           | IRBM/ICBM                  | Corea del Norte                 | 5000–6000 km                          | Probado con éxito el 14 de mayo de 2017                                                                             |
| Hwasong-13           | IRBM/ICBM                  | Corea del Norte                 | 2000 – 12000 km[cita requerida]       | Cancelado |
| Hwasong-14           | ICBM                       | Corea del Norte                 | 6,700-10,000 km                       | Probado con éxito el 4 de julio del 2017                                                                            |
| Hwasong-15           | ICBM                       | Corea del Norte                 | 13,000 km                             | Probado con éxito el 28 de noviembre del 2017                                                                       |
| Pukguksong-1         | SLBM                       | Corea del Norte                 | 1000 km                               | Probado con éxito el 24 de agosto del 2016 con una trayectoria elevada con unos 500 km de alcance y similar apogeo. |
| Pukguksong-2         | IRBM                       | Corea del Norte                 | 3000 km                               | |
| Kumsong-1            | Misil de crucero antibuque | Unión Soviética Corea del Norte | 110–160 km – 180–300 km               | |
| Kumsong-2            | Misil de crucero antibuque | China Corea del Norte           | 110–160 km – 180–300 km               | |
| Kumsong-3            | Misil de crucero           | Corea del Norte                 | 130–250 km                            | Probado con éxito el 12 de febrero de 2017.                                                                         |
| KN-1                 | Misil antibuque            | Corea del Norte                 | 110 - 160 km - 180–300 km             | ? |
| Taepodong-1          | Demostrador de tecnología  | Corea del Norte                 | 2,500 km                              | Cero (Demostrador de tecnología)                                                                                    |
| Taepodong-2          | ICBM (en desarrollo)       | Corea del Norte                 | hasta 10,000 km; 6,700 km promedio    | No desplegado |
| BM25 Musudan         | IRBM (no probado)          | Corea del Norte                 | 2,500–4,000 km                        | ? |

Alcance máximo estimado de algunos tipos de misiles norcoreanos en 2013. No se sabe si los misiles con un alcance mayor que el del Rodong son desplegados operacionalmente.

Adicionalmente, hay dos variantes de refuerzo espacial:
- Paektusan - un misil Taepodong-1 con una tercera etapa y satélite añadido. Lanzado en 1998 con un pequeño satélite a bordo (véase Kwangmyŏngsŏng-1). El satélite no pudo alcanzar la órbita debido a un mal funcionamiento en la tercera etapa adicional.[3]
- Unha - un vehículo de lanzamiento de satélites parcialmente basado en el Taepodong-2 con una tercera etapa de combustible sólido. El satélite fracasó una vez más para alcanzar la órbita después de un lanzamiento en 2009 (véase Kwangmyŏngsŏng-2), y dos intentos más se hicieron en 2012. La primera, en abril, terminó cuando el cohete explotó en el primer minuto de vuelo. La segunda, en diciembre, cuando finalmente el cohete logró que el satélite entrara a su órbita.[3] (Véase Kwangmyŏngsŏng-3 y Kwangmyŏngsŏng-3 Unidad 2).

Corea del Norte probó un misil de corto alcance desde su costa oriental hacia Japón el 1 de mayo de 2005. El misil, disparado en el Mar de Japón (Mar Oriental de Corea), parece tener un rango de entre 100 a 120 kilómetros. Es llamado por el Norte el KN-02 Toksa ("Viper"), una versión mejorada del ruso SS-21, con un alcance mayor. La nomenclatura KN-02 se dio a conocer por Kim Sung-il, Kim Seong-il, jefe de información al Estado Mayor Conjunto de Seúl, en una sesión parlamentaria a puertas cerradas. La RPDC probó el mismo tipo de misil en abril de 2004, pero la prueba falló. Otra prueba múltiple ha tenido lugar en 2006, y fue un éxito. De acuerdo con la mayoría de los informes, el misil fue desplegado en 2007, y fue visto en los desfiles militares. En 2014 una versión mejorada se puso a prueba en un rango de 220 kilómetros.

### Ojivas
Los misiles de Corea del Norte pueden tener varios tipos de ojivas, incluyendo armas de destrucción masiva. Es posible que hasta tres misiles Rodong-1 están equipados con ojivas nucleares. De manera similar a la doctrina nuclear inicial de China, las armas nucleares se almacenan por separado y sólo serían montadas en misiles después por orden del comandante supremo (Kim Jong-un). A pesar de las afirmaciones de numerosos medios de comunicación de que Corea del Norte aún no ha creado ojivas nucleares lo suficientemente pequeñas para estar en un misil, surgieron informes en abril de 2009, de que Corea del Norte hizo ojivas nucleares pequeñas, capaces de ser montadas en sus misiles. El sistema de suministro de armas nucleares más adecuado es el Rodong-1, que ha sido probado con éxito muchas veces.
Además, la RPDC posee un gran arsenal de armas químicas, incluidos agentes de gran alcance tales como tabun, sarín, somán, VX y otros. Poco se sabe acerca de los arsenales de armas biológicas. Probablemente se limitan, pues los norcoreanos los consideran mucho más peligroso de manejar y por lo tanto representa una amenaza para sus propios soldados, aparte de ser peligroso para el enemigo.
Corea del Norte todavía tiene que demostrar la capacidad de producir un vehículo de reentrada, sin que no pueda disparar un arma de un ICBM.

## Dudas sobre los misiles
Las Naciones Unidas y expertos independientes dicen que los misiles norcoreanos no funcionan más allá de la gama intermedia, y que los misiles de largo alcance que se muestran en los desfiles son maquetas. Existen dudas acerca de la autenticidad de los misiles KN-08 que aparecen en los camiones de transporte de 16 ruedas durante un desfile militar de 2012, y misiles Musudan mostrados en el 2010 fueron probablemente maquetas.
Los expertos que estudiaron las fotografías de los KN-08 han señalado varios problemas. Por ejemplo:
- Algunas partes de la mira de misiles son de combustible líquido, mientras que otras partes pertenecen a los cohetes de combustible sólido.
- No hay líneas de separación reales entre la ojiva y la última etapa del cohete.
- Hay tornillos sueltos visibles.
- El misil no está alineado directamente en el vehículo.
- La superficie del misil por encima de la cabeza de combate se parece a una hoja delgada de tejido sobre un marco. Un misil real fabricado sería completamente diferente.
- Ninguno de los seis ICBM muestran marcas idénticas.
- Las líneas blancas que representan las líneas de separación entre las diferentes etapas de los misiles son notablemente diferentes en ubicaciones en algunos misiles. Esto expuso el hecho de que no hay ninguna línea de separación real.

## Exportaciones
Varios países, incluyendo Pakistán, Libia y Vietnam han comprado misiles balísticos de Corea del Norte o han recibido ayuda de este país para crear la producción de misiles locales.

## Otras fuentes
- Markus Schiller (2012), Characterizing the North Korean Nuclear Missile Threat, RAND Corporation, ISBN 978-0-8330-7621-2, TR-1268-TSF, consultado el 19 de enero de 2013. (en inglés).
- North Korea's Nuclear and Missile programs, un informe muy completo y actualizado del 18 de junio de 2009 (en inglés).